# Galerucella ozeana
Galerucella ozeana es una especie de insecto coleóptero de la familia Chrysomelidae.
Fue descrita científicamente en 1963 por Nakane.